# A·J·巴克利
A·J·巴克利（Alan John "A. J." Buckley，1978年2月9日—）是一位愛爾蘭出生的加拿大演員。巴克利出生在都柏林，在6歲時移居加拿大。他曾客串出演過X檔案等電視劇。